# Soubise (Charente-Maritime)
Pour les articles homonymes, voir Soubise.
Soubise est une commune de l'Ouest de la France, située dans le département de la Charente-Maritime (région Nouvelle-Aquitaine).
Ses habitants sont appelés les Soubisiens et les Soubisiennes.

## Géographie
La commune de Soubise est située dans l'Ouest de la France, au centre de la côte atlantique dont elle est distante de moins d'une dizaine de kilomètres à vol d'oiseau, faisant partie du « Midi atlantique ».
Commune fluviale et estuarienne, elle est longée uniquement sur sa rive gauche par la Charente.
Elle appartient à la couronne périurbaine de l'aire urbaine de Rochefort et s'étend entièrement sur la rive sud de l'estuaire de la  Charente en aval de Rochefort.

### Communes limitrophes
| Saint-Nazaire-sur-Charente | Rochefort |              |
| Moëze                      | Soubise   | Échillais    |
|                            | Beaugeay  | Saint-Agnant |

## Urbanisme

### Typologie
Au 1er janvier 2024, Soubise est catégorisée bourg rural, selon la nouvelle grille communale de densité à 7 niveaux définie par l'Insee en 2022.
Elle appartient à l'unité urbaine de Soubise, une unité urbaine monocommunale constituant une ville isolée,. Par ailleurs la commune fait partie de l'aire d'attraction de Rochefort, dont elle est une commune de la couronne,. Cette aire, qui regroupe 33 communes, est catégorisée dans les aires de 50 000 à moins de 200 000 habitants,.
La commune, bordée par l'estuaire de la Charente, est également une commune littorale au sens de la loi du 3 janvier 1986, dite loi littoral. Des dispositions spécifiques d’urbanisme s’y appliquent dès lors afin de préserver les espaces naturels, les sites, les paysages et l’équilibre écologique du littoral, tel le principe d'inconstructibilité, en dehors des espaces urbanisés, sur la bande littorale des 100 mètres, ou plus si le plan local d’urbanisme le prévoit.

### Occupation des sols
L'occupation des sols de la commune, telle qu'elle ressort de la base de données européenne d’occupation biophysique des sols Corine Land Cover (CLC), est marquée par l'importance des territoires agricoles (69,3 % en 2018), en diminution par rapport à 1990 (73,3 %). La répartition détaillée en 2018 est la suivante : 
terres arables (49,9 %), zones agricoles hétérogènes (16,3 %), zones industrielles ou commerciales et réseaux de communication (9,8 %), zones urbanisées (9 %), forêts (7,5 %), prairies (3,1 %), mines, décharges et chantiers (2,3 %), eaux continentales (2,1 %). L'évolution de l’occupation des sols de la commune et de ses infrastructures peut être observée sur les différentes représentations cartographiques du territoire : la carte de Cassini (XVIIIe siècle), la carte d'état-major (1820-1866) et les cartes ou photos aériennes de l'IGN pour la période actuelle (1950 à aujourd'hui).

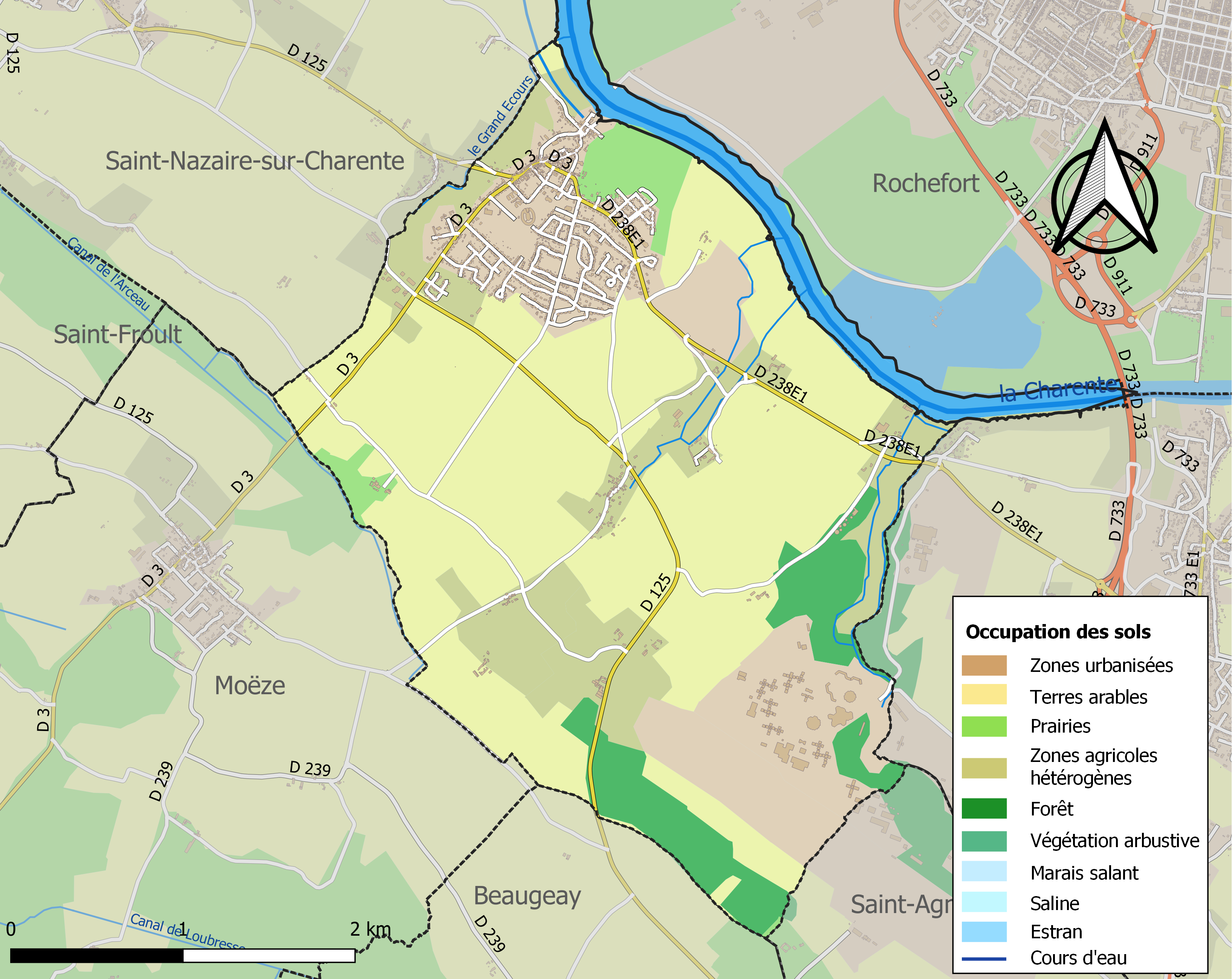
Carte des infrastructures et de l'occupation des sols de la commune en 2018 (CLC).

### Risques majeurs
Le territoire de la commune de Soubise est vulnérable à différents aléas naturels : météorologiques (tempête, orage, neige, grand froid, canicule ou sécheresse), inondations, mouvements de terrains et séisme (sismicité modérée). Il est également exposé à un risque technologique,  le transport de matières dangereuses. Un site publié par le BRGM permet d'évaluer simplement et rapidement les risques d'un bien localisé soit par son adresse soit par le numéro de sa parcelle.

#### Risques naturels
La commune fait partie du territoire à risques importants d'inondation (TRI) du littoral charentais-maritime, regroupant 40 communes concernées par un risque de submersion marine de la zone côtière, un des 21 TRI qui ont été arrêtés fin 2012 sur le bassin Adour-Garonne et confirmé en 2018 lors du second cycle de la Directive inondation, mais annulé en 2020. Les submersions marines les plus marquantes des XXe et XXIe siècles antérieures à 2019 sont celles liées à la tempête du 9 février 1924, à la tempête du 15 février 1957, aux tempêtes Lothar et Martin des 26 et 27 décembre 1999 et à la tempête Xynthia des 27 et 28 février 2010. D’une violence exceptionnelle, la tempête Xynthia a fortement endommagé le littoral de la Charente Maritime : douze personnes ont perdu la vie (essentiellement par noyade), des centaines de familles ont dû être relogées, et, sur un linéaire de l’ordre de 400 km de côte et de 225 km de défenses contre la mer, environ la moitié de ces ouvrages a subi des dommages plus ou moins importants. C’est environ 5 000 à 6 000 bâtiments qui ont été submergés et 40 000 ha de terres agricoles. La commune a été reconnue en état de catastrophe naturelle au titre des dommages causés par les inondations et coulées de boue survenues en 1982, 1999 et 2010,.

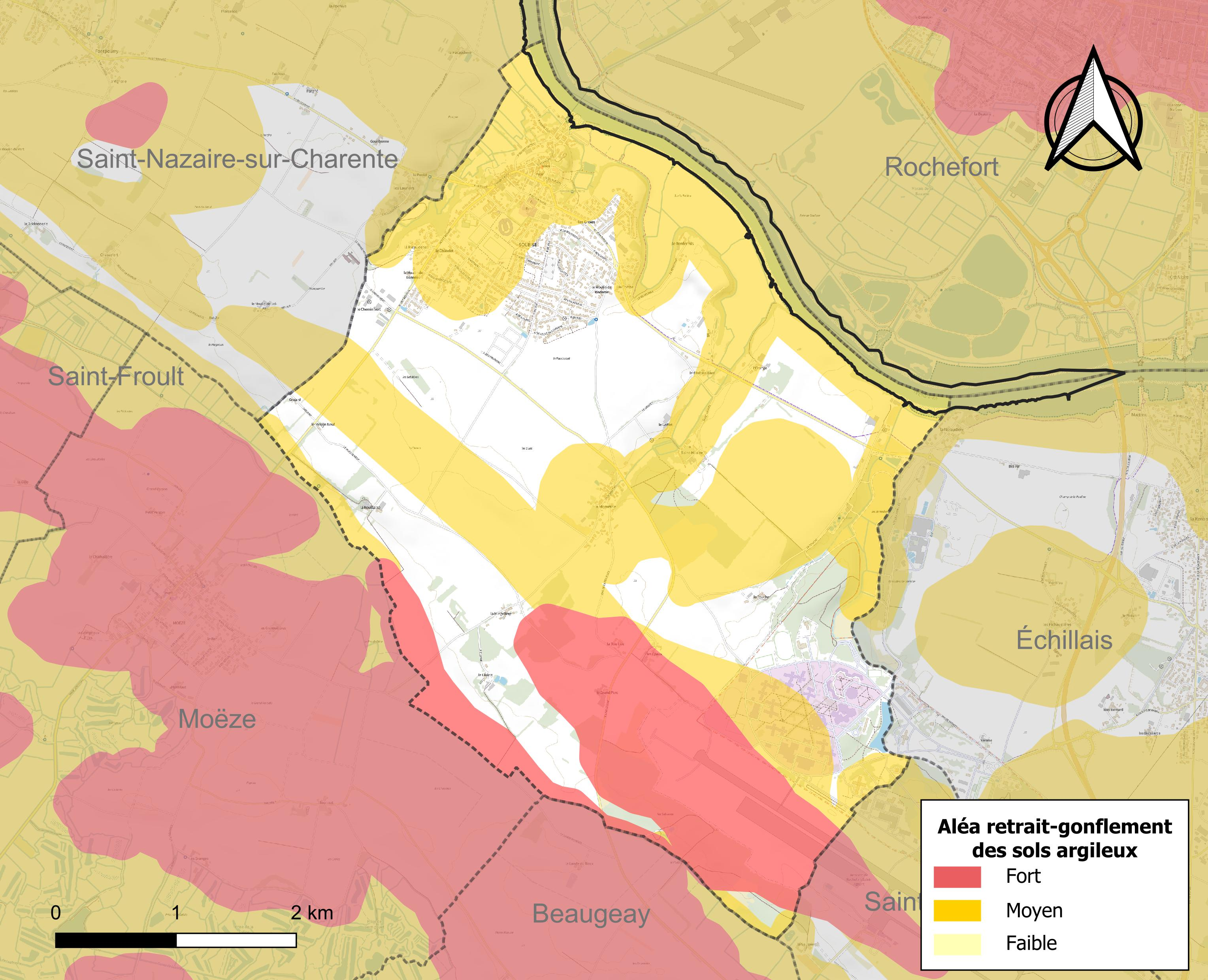
Carte des zones d'aléa retrait-gonflement des sols argileux de Soubise.

Les mouvements de terrains susceptibles de se produire sur la commune sont des tassements différentiels.
Le retrait-gonflement des sols argileux est susceptible d'engendrer des dommages importants aux bâtiments en cas d’alternance de périodes de sécheresse et de pluie. 64,3 % de la superficie communale est en aléa moyen ou fort (54,2 % au niveau départemental et 48,5 % au niveau national). Sur les 886 bâtiments dénombrés sur la commune en 2019,  559 sont en aléa moyen ou fort, soit 63 %, à comparer aux 57 % au niveau départemental et 54 % au niveau national. Une cartographie de l'exposition du territoire national au retrait gonflement des sols argileux est disponible sur le site du BRGM,.
Par ailleurs, afin de mieux appréhender le risque d’affaissement de terrain, l'inventaire national des cavités souterraines permet de localiser celles situées sur la commune.
Concernant les mouvements de terrains, la commune a été reconnue en état de catastrophe naturelle au titre des dommages causés par la sécheresse en 1989, 1991, 2003 et 2005 et par des mouvements de terrain en 1999 et 2010.

#### Risques technologiques
Le risque de transport de matières dangereuses sur la commune est lié à sa traversée par une ou des infrastructures routières ou ferroviaires importantes ou la présence d'une canalisation de transport d'hydrocarbures. Un accident se produisant sur de telles infrastructures est susceptible d’avoir des effets graves sur les biens, les personnes ou l'environnement, selon la nature du matériau transporté. Des dispositions d’urbanisme peuvent être préconisées en conséquence.

## Toponymie
Soubise a pour origine le nom d'un domaine gallo-romain, Sopitiniacum, le domaine de *Sopitinus, sobriquet qui pourrait avoir été formé sur le latin sopitus.

## Histoire
À une altitude de 13 mètres, sur un éperon dominant la Charente qui se prête naturellement à la défense. Il y avait un château avec un bourg clos par un mur d'enceinte comme sur l'autre rive à Rochefort. Le château est attesté à partir de 1092 avec un premier siège, et sa destruction par un premier incendie.
C'est l'un des premiers bancs rocheux rencontré en venant de la mer, sur la rive gauche (sud) de la Charente. Sur un sceau daté de 1383 se trouve cette inscription en latin : « subissia prima urbs insularum est sub borea » que l'on peut traduire par : « Soubise est la première ville sous le vent des îles ». C'est pourquoi en 1665, Jean-Baptiste Colbert proposa au duc de Rohan de vendre sa seigneurie ou de l'échanger avec le roi pour y construire un port de guerre permettant d'armer et de réparer des navires à l'abri des attaques anglaises, mais celui-ci refusa et le projet fut finalement réalisé à Rochefort qui est plus éloigné de l'estuaire avec un moindre tirant d'eau.
Pendant la Guerre de Cent Ans, en septembre 1346, le Comte de Derby s’empare de la place.
En 1372, une escadre française d'une douzaine de barges commandée par le prétendant Owen de Galles, avec les 40 navires et 8 galères de la flotte franco-castillane d'Henri de Transtamare, commandée par Guispucoa Ruiz Diaz de Rojas, bloquèrent les ports anglo-gascons du Poitou et du Saintonge. Une colonne franco-normande d'environ 300 hommes d'armes, commandés par Renaud VI de Pons et Thibaut de Pont, débarqua et mit le siège devant le château de Soubise. Les Anglo-gascons envoyèrent immédiatement les renforts de 200 hommes d'armes commandés par leur meilleur capitaine, Jean de Grailly, captal de Buch, et prélevés sur les garnisons anglaises de Niort, de Lusignan, d'Angoulême et de Saintes. Le 22 août au soir, ils attaquèrent les assiégeants français par surprise, les capturèrent et s'installèrent à leur place, sans avoir remarqué la présence des 13 barges françaises ancrées devant Soubise. En pleine nuit, 400 hommes d'armes français et gallois sortirent sans bruit des barges, se formèrent en deux colonnes, se munirent de torches, et attaquèrent le camp anglo-gascon par surprise, en plaçant à la sortie du bourg les deux frères de Montmort avec leurs guerriers normands pour barrer leur fuite. 200 Anglo-gascons furent tués ou prisonniers, le Captal de Buch capturé, tandis que la garnison bloquée dans le fort se rendit le lendemain.
Ce fief relevant de la châtellenie de Châtelaillon appartenait à une branche cadette de la famille de Parthenay jusqu'à Jean V de Parthenay seigneur de Soubise et de Mouchamps où il possédait le château du Parc-Soubise, lequel n'eut qu'une fille Catherine de Parthenay qui l'apporta, par son mariage en 1575 avec René II vicomte de Rohan, à une branche de la famille de Rohan-Chabot. La seigneurie passa ensuite par alliance à une branche de la maison de Rohan et fut érigée par lettres patentes (non enregistrées) de Louis XIV datées de mars 1667 en principauté de Soubise en faveur de François de Rohan (1630-1712),,. Cette branche de la famille de Rohan qui porta le titre de prince de Soubise s'éteignit en 1787.
Catherine de Parthenay participa au siège de La Rochelle, côté Huguenot et fit construire au début du XVIIe siècle l'hôtel qui se trouve en face de l’église appelé l’hôtel des Rohan.
Les protestants des hommes de Paul de Coligny, comte de Laval, s'emparèrent en 1587 du château alors commandé par Cipière, après une faible résistance car les fortifications n'étaient plus prévues pour résister à une attaque d'artillerie moderne. Par la suite, la place fut prise et reprise plusieurs fois, et « le château fut rasé à l'époque des dernières guerres religieuses, aussi bien que les murs de la ville qui étaient flanqués de tours à l'antique et creusés d'un bon fossé creusé dans le roc ».
La chapelle seigneuriale est devenue une église collégiale avec un prieur et trois chanoines qui étaient présentés par le seigneur du lieu.
Cette terre jouissait de certains privilèges fiscaux, ce qui en faisait un point de passage privilégié et bien situé pour la contrebande de tabac et d’étoffes d’importation.
Le temple protestant a été abattu en 1683 à la suite de la révocation de l'édit de Nantes.
Les Rohan ayant émigré, le château et sa chapelle ont été vendus en 1792 comme biens nationaux et racheté par un bourgeois qui a fait construire une belle maison sur la plateforme qui domine la Charente. Celle-ci a été détruite par un second incendie en 1844.

## Le bac de Soubise

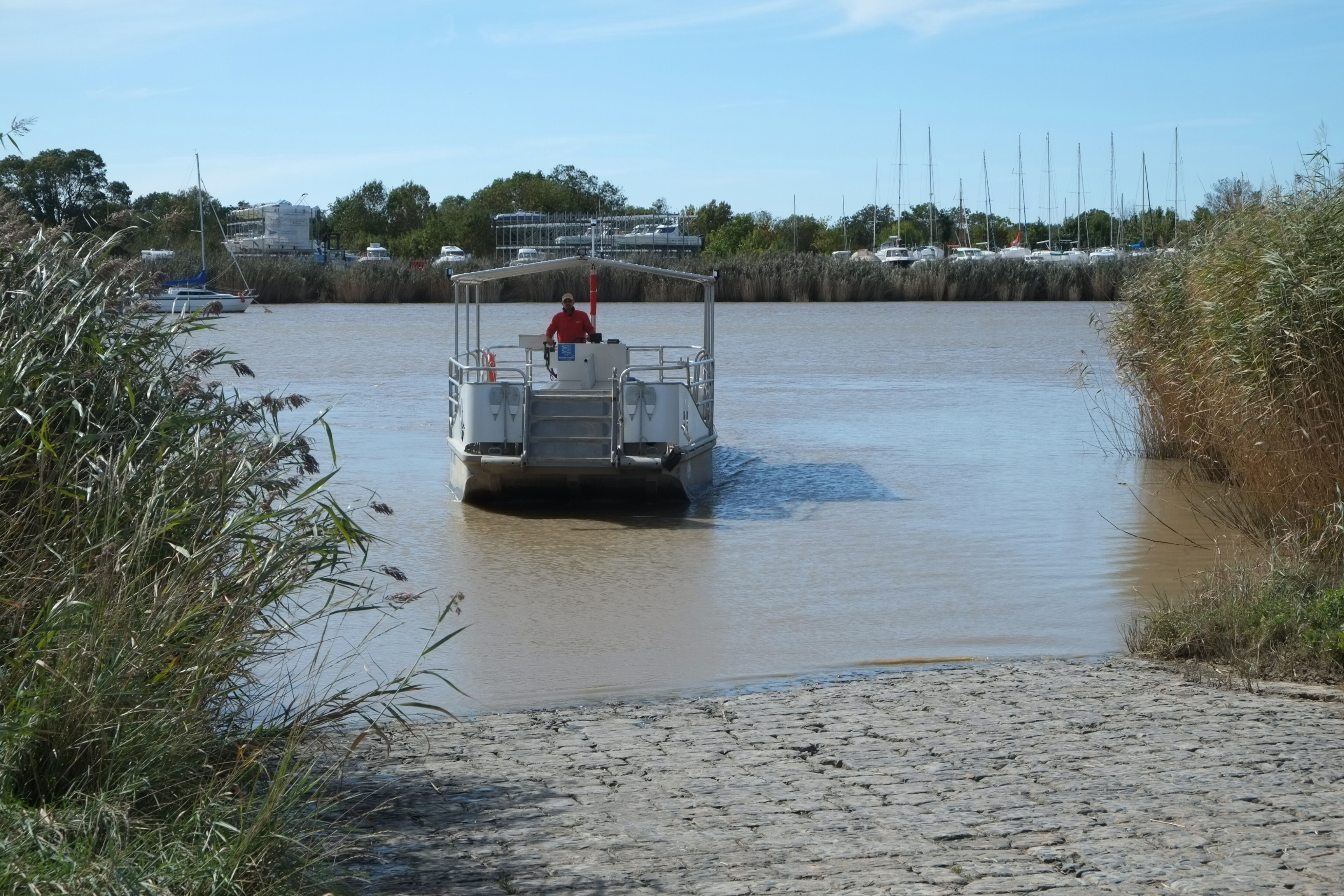
Le bateau-passeur le Rohan (bac) et la cale côté Rochefort.

La ville est restée longtemps un point de passage important pour franchir la Charente entre  et l'océan, un des seuls points de franchissement de la Charente avec le bac de Saint-Savinien entre Taillebourg et l'océan, jusqu'à la construction en 1842 du pont suspendu de Tonnay-Charente. Le bac se trouvait au niveau du port de plaisance actuel.
La première mention de ce bac dans les archives date de 1477 mais il existait bien avant. Alors que le pont à travée levante de Rochefort est mis en service, la traversée de la Charente sur le bac s'arrête le 5 février 1967.
Les deux cales empierrées de part et d'autre du fleuve, où aboutissait une route venant de Rochefort sur la rive droite, sont toujours visibles actuellement au niveau du village et servent à la mise à l'eau des embarcations. 
Un bac ou bateau-passeur, le Rohan, est remis en service depuis juin 2013 pour la période estivale. Il a une capacité de transport de 12 personnes comprenant le pilote et 11 passagers à pied ou éventuellement à vélo.

## Administration

### Liste des maires
| Période                                  | Période              | Identité                     | Étiquette    | Qualité |
| ---------------------------------------- | -------------------- | ---------------------------- | ------------ | --- |
| 1888                                     | 1904                 | Hypolyte Leclerc             |              | |
| 1904                                     | 1906                 | Hilaire Furgier              |              | |
| 1906                                     | 1910                 | Charles Berbudeau            |              | |
| 1910                                     | 1948                 | William Émon                 | Rad.         | Médecin Conseiller général du canton de Saint-Agnant (1919 → 1940 puis 1945 → 1949) |
| 1948                                     | 1953                 | Camille Émon                 | Rad.ind.     | Sage-femme Conseiller général du canton de Saint-Agnant (1949 → 1958) |
| 1953                                     | 1955                 | Henri de Fleurian            |              | Médecin |
| 1955                                     | juin 1995            | Henri Drouet                 | DVD puis RPR | Conseiller général du canton de Saint-Agnant (1958 → 1994) |
| juin 1995                                | février 2018 (décès) | Robert Chatelier (1947-2018) | UMP → LR     | Ancien agriculteur et entrepreneur de travaux publics Conseiller général du canton de Saint-Agnant (2008 → 2015) Conseiller départemental du canton de Tonnay-Charente (2015 → 2018) Président de la CC du Sud Charente (? → 2013) |
| avril 2018                               | mai 2020             | Jean-Yves Chartois           | LR           | Imprimeur, 1er adjoint au maire précédent |
| mai 2020                                 | En cours             | Lionel Pacaud                | DVG          | Directeur de l'office de tourisme de Marennes-Oléron 12e vice-président de la CA Rochefort Océan (2020 → ) Conseiller départemental depuis 2021                                                                                    |
| Les données manquantes sont à compléter. |                      |                              |              | |

### Région
À la suite de la réforme administrative de 2014 ramenant le nombre de régions de France métropolitaine de 22 à 13, la commune appartient depuis le 1er janvier 2016 à la région Nouvelle-Aquitaine, dont la capitale est Bordeaux. De 1972 au 31 décembre 2015, elle a appartenu à la région Poitou-Charentes, dont le chef-lieu était Poitiers.

## Démographie

### Évolution démographique
L'évolution du nombre d'habitants est connue à travers les recensements de la population effectués dans la commune depuis 1793. Pour les communes de moins de 10 000 habitants, une enquête de recensement portant sur toute la population est réalisée tous les cinq ans, les populations de référence des années intermédiaires étant quant à elles estimées par interpolation ou extrapolation. Pour la commune, le premier recensement exhaustif entrant dans le cadre du nouveau dispositif a été réalisé en 2006.

En 2022, la commune comptait 3 935 habitants, en évolution de +32,67 % par rapport à 2016 (Charente-Maritime : +4,04 %, France hors Mayotte : +2,11 %).
| 1793 | 1800 | 1806 | 1821 | 1831 | 1836 | 1841 | 1846 | 1851 |
| ---- | ---- | ---- | ---- | ---- | ---- | ---- | ---- | ---- |
| 493  | 428  | 412  | 699  | 633  | 677  | 678  | 716  | 660  |

| 1856 | 1861 | 1866 | 1872 | 1876 | 1881 | 1886 | 1891 | 1896 |
| ---- | ---- | ---- | ---- | ---- | ---- | ---- | ---- | ---- |
| 643  | 670  | 672  | 619  | 645  | 672  | 790  | 715  | 722  |

| 1901 | 1906 | 1911 | 1921 | 1926 | 1931 | 1936 | 1946 | 1954 |
| ---- | ---- | ---- | ---- | ---- | ---- | ---- | ---- | ---- |
| 744  | 746  | 712  | 678  | 642  | 611  | 601  | 581  | 622  |

| 1962 | 1968 | 1975 | 1982  | 1990  | 1999  | 2006  | 2011  | 2016  |
| ---- | ---- | ---- | ----- | ----- | ----- | ----- | ----- | ----- |
| 706  | 730  | 842  | 1 422 | 1 220 | 1 220 | 2 744 | 2 852 | 2 966 |

| 2021  | 2022  | - | - | - | - | - | - | - |
| ----- | ----- | - | - | - | - | - | - | - |
| 3 641 | 3 935 | - | - | - | - | - | - | - |

## Économie
- Carrières de pierre.
- Chantier naval pour la plaisance.
- Tourisme.

## Lieux et monuments

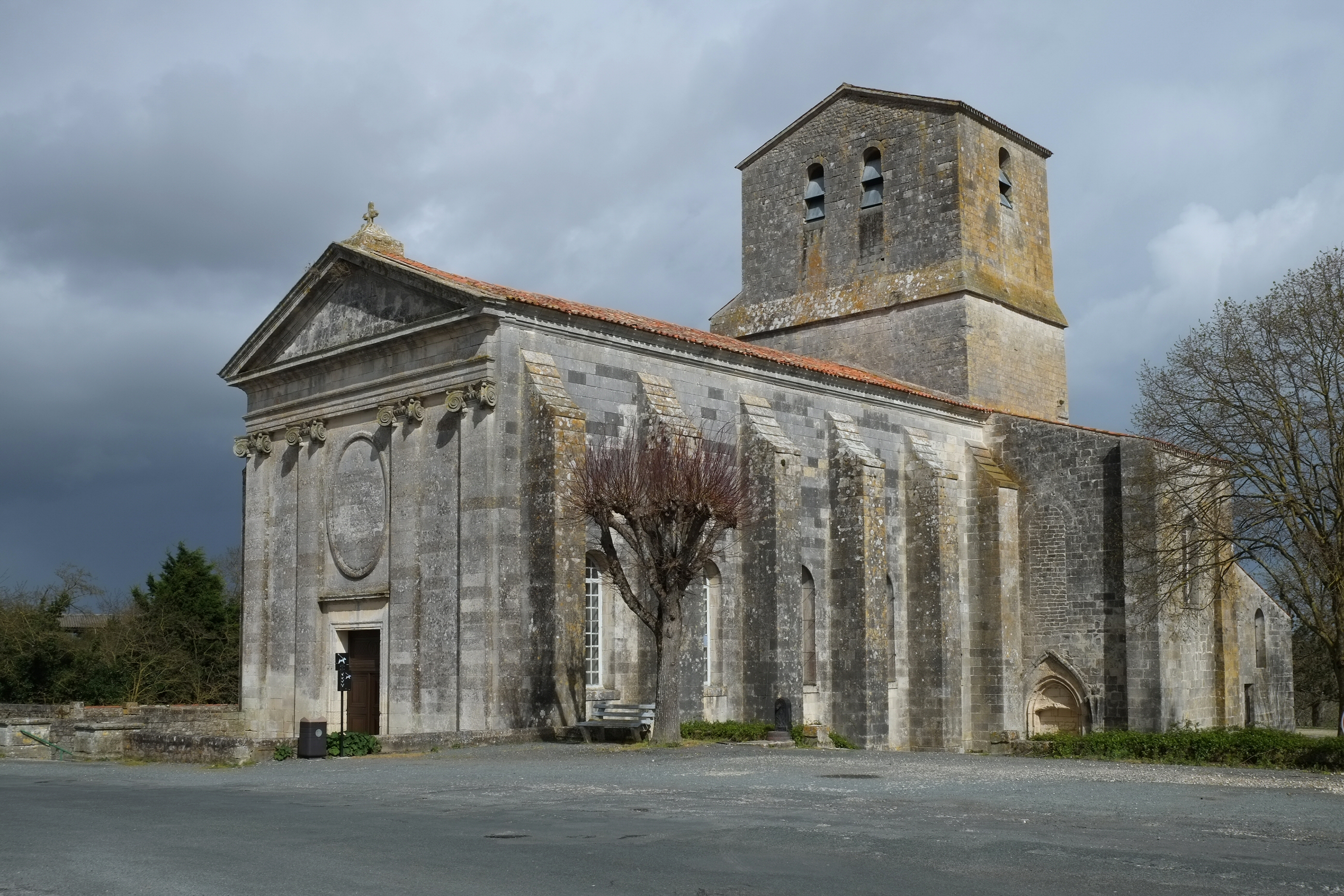
L'église Saint-Pierre.

- L'hôtel des Rohan aussi nommé Hospice de Soubise (XVIIe siècle), actuel hôtel de ville.
- L'église Saint-Pierre. C'est une église à l'origine de style roman comme en témoignent les quatre colonnes, à la croisée du transept, quelques arcs légèrement brisés et deux beaux chapiteaux qui se cachent dans le transept de gauche. Très détériorée pendant les Guerres de Religion, elle fut rebâtie de 1700 à 1712 par François de Rohan-Soubise, riche prince de Soubise. De cette époque, on peut voir autour de la nef un bandeau noir orné des armes des Rohan, appelé un litre funéraire et quatre vitraux. les cinq autres vitraux sont modernes.
- Les fontaines ; en particulier la fontaine de la Rouillasse dont l'usage de ses eaux ferrugineuses que Bégon l'intendant de Rochefort recommandait à ses contemporains, semble très ancien. L'édifice, reconstruit au XIXe siècle dans un terrain en pente en bordure du marais de Moëze avec des pierres gravées de graffiti de bateaux, porte sur l'un de ses murs un poème à la gloire des vertus de la source. La fontaine de la Rouillasse est inscrite monument historique depuis 1996[43]. D'autres fontaines et sources peuvent être trouvées en divers points de la commune.
- Les Dolmens de la Sauzaie, situés dans l'emprise de la Base aérienne 721 Rochefort, sont classés monuments historiques depuis 1938.
- Le port est le premier port à sec de Charente-Maritime.

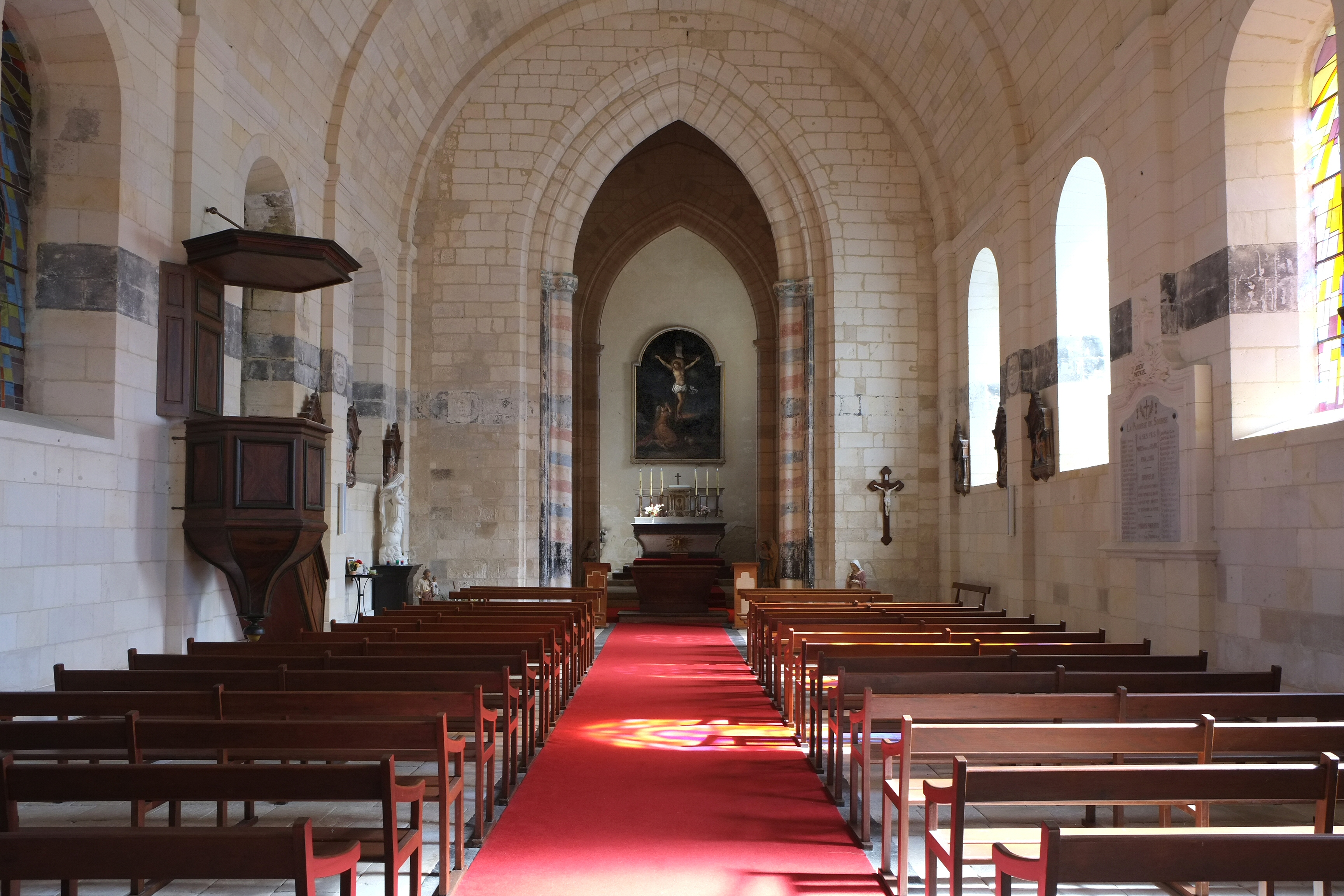
La nef de l'église Saint-Pierre.
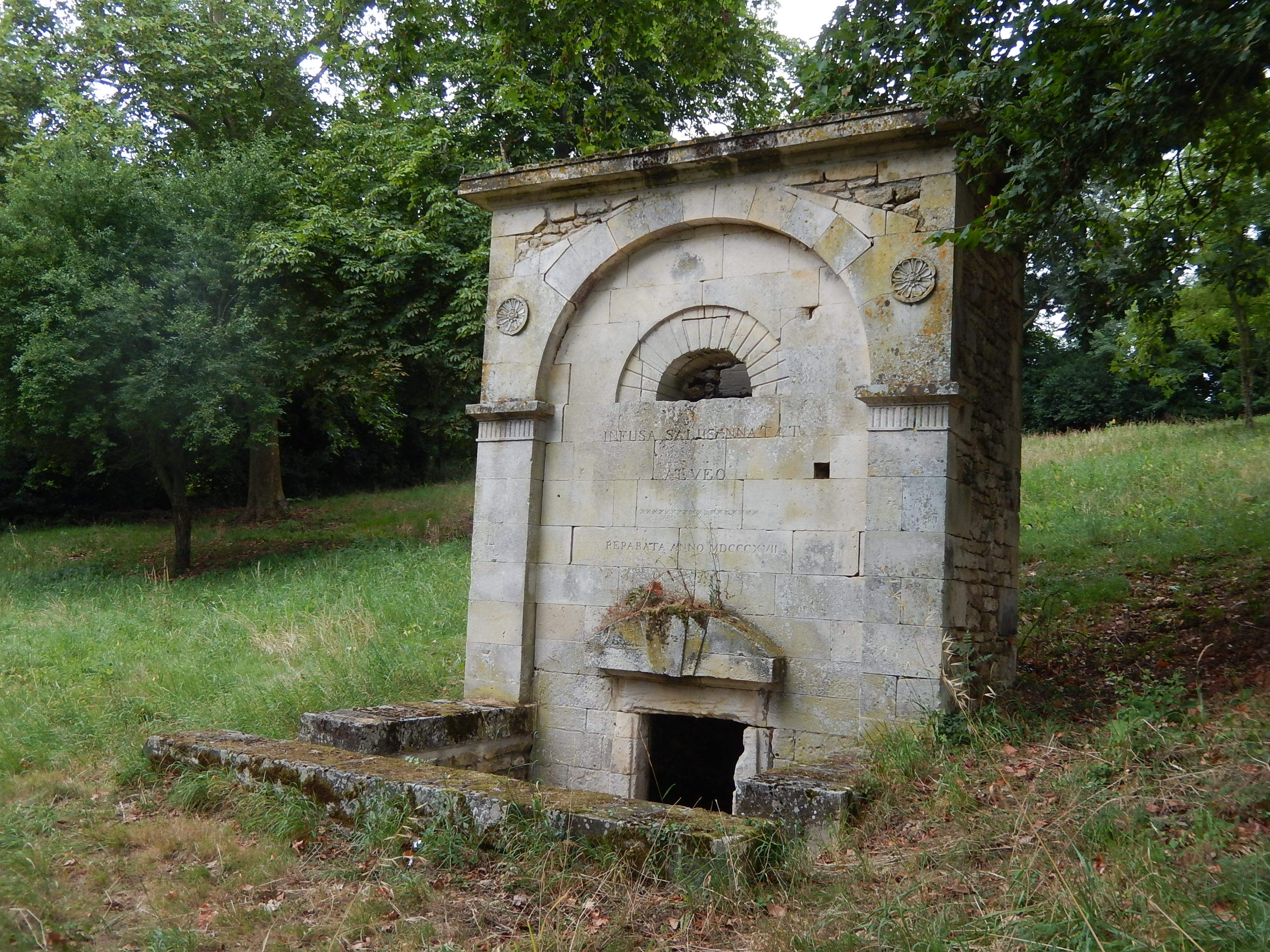
La fontaine de la Rouillasse.
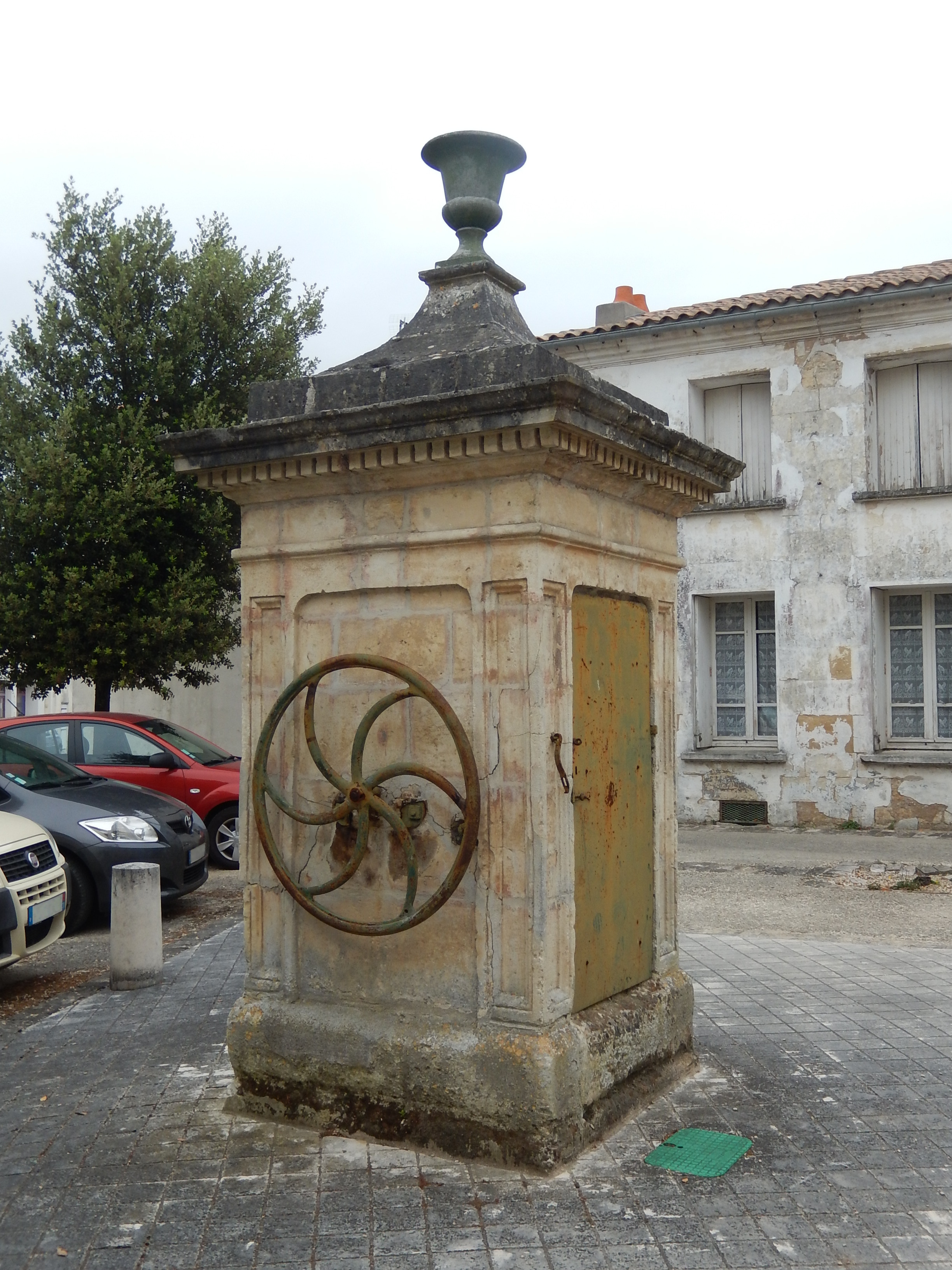
Une fontaine, place Clemenceau.
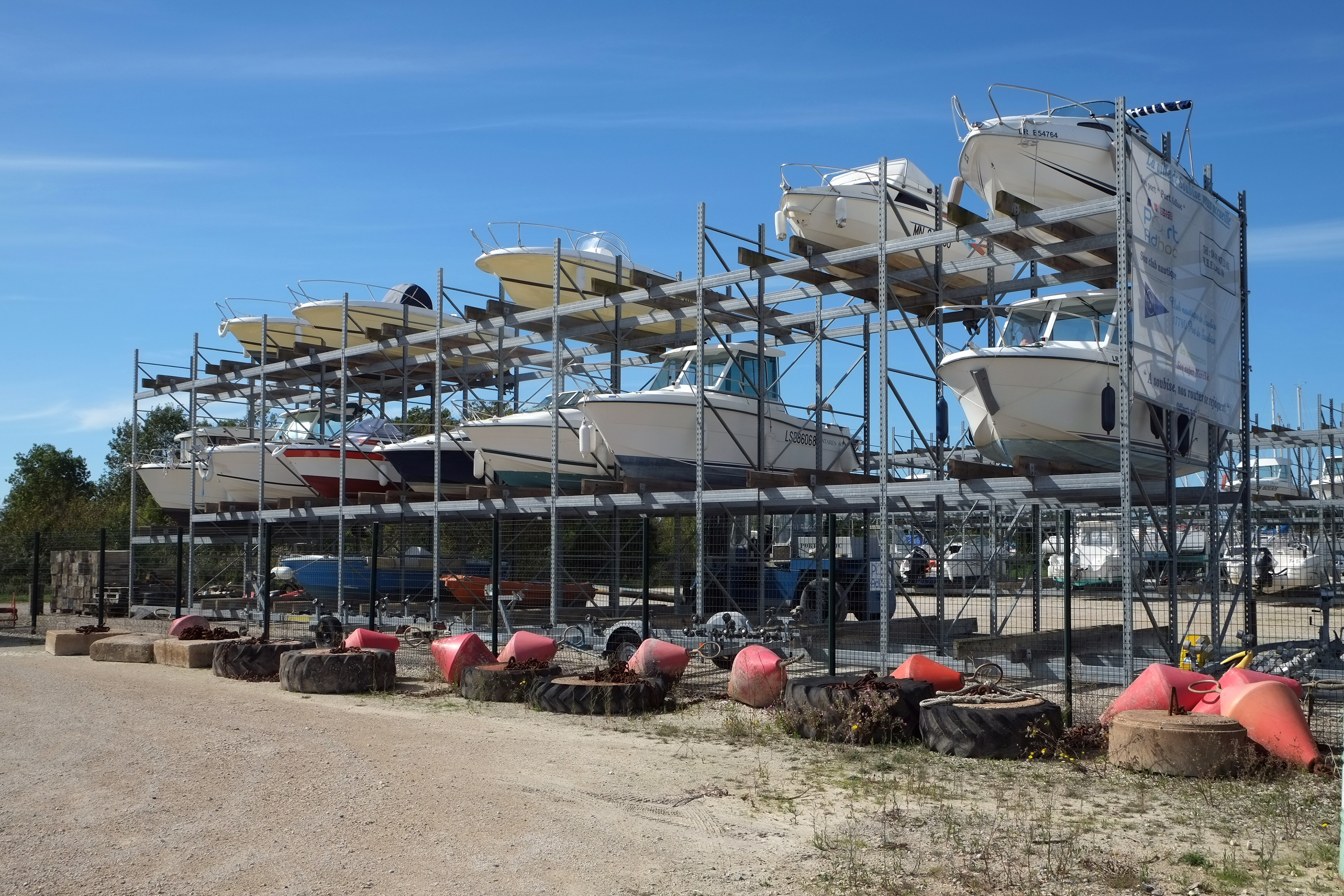
Le port à sec.

## Personnalités liées à la commune
- Benjamin de Rohan (1583-1642) dit Soubise, participa au siège de La Rochelle ;
- Charles de Rohan-Soubise (1715-1787), dit le maréchal de Soubise ;
- Paul Augustin Lozeau (1751-1798), né à Soubise, homme politique de la Révolution française, député de la Charente-Inférieure.
- Eugénie Cotton (1881-1967), physicienne, y est née ;
- Marcel Debarge (1929-2015), homme politique, y est mort.

## Héraldique
| Blason | Blasonnement : Parti : en 1er de gueules à neuf macles d'or, ordonnées 3, 3 et 3 (qui est de Rohan), en 2e d'hermine plain (qui est de Bretagne). |